# カルテオロール
カルテオロール（英：Carteolol）は、緑内障の治療に使用される非選択的交感神経β受容体遮断薬である。目薬として投与される。
カルテオロールは1972年に特許が取得され、1980年に医療用として承認された。

## 薬理学

### 薬力学
カルテオロールは交感神経β受容体遮断薬またはβアドレナリン受容体のアンタゴニストである。β1-アドレナリン受容体に選択的であり、内因性交感神経刺激作を持つ。カルテオロールはまた、交感神経β受容体遮断薬であるだけでなく、セロトニン5-HT1Aおよび5-HT1B受容体のアンタゴニストとしても作用することが判明している。

### 薬物動態学
カルテオロールは、親油性が低いため血液脳関門を通過する可能性が低い交感神経β受容体遮断薬に分類される。その結果、中枢神経系への作用が少なく、神経精神医学的な副作用のリスクも低い可能性がある。

## 化学
カルテオロールの実験的log Pは1.1であり、予測されるlog Pは0.99～2.39である。親水性または低親油性の交感神経β受容体遮断薬である。

## 社会と文化

### 商品名
カルテオロールの商品名には、Arteolol、Arteoptic、Calte、Cartéabak、Carteol、Cartéol、Cartrol、Elebloc、Endak、Glauteolol、Mikelan、Ocupress、Poenglaucol、Singlauc、Teopticなどがある。